# Aldo von Pinelli
Aldo von Pinelli, eigentlich Aldo Walter von Pinelli (* 11. September 1912 in Cervara di Roma; † 18. Dezember 1967 in München) war ein italienischer Schriftsteller, Liedtexter, Drehbuchautor und Filmproduzent.

## Leben
Aldo Walter von Pinelli war der Sohn von Manfredo von Pinelli († 1920 in Berlin) und der mit diesem seit 1905 oder 1906 in Rom verheirateten Gertrud Paula von Pinelli, geb. L’Arronge (1881–nach 1929). Sein Großvater väterlicherseits war Giuseppe Pinelli(-Rizzutto), Direktionschef im italienischen Justizministerium, die Großmutter väterlicherseits die Schriftstellerin Ada von Treskow, die sich 1891 scheiden ließ. Aldo von Pinellis Vater war promovierter Jurist, Fechtsportler und Landwirt auf dem ererbten Gut Tenuta Cervaro, wo er ein Haus errichtete. Aldo von Pinellis Mutter war die jüngste Tochter des Theaterdirektors und Kapellmeisters Adolph L’Arronge; als Witwe betrieb sie noch 1929 in der Berliner Budapester Straße Nr. 1 eine Pension. Ein Grundbucheintrag in Dahlwitz-Hoppegarten legt nahe, dass sich Gertrud Paula von Pinelli nach 1929 unter dem Namen Kuttner neu vermählte.
Pinelli studierte Literaturgeschichte und begann in den 1930er Jahren in Berlin seine Arbeit als Texter für die Kleinkunstbühnen Die Katakombe und Kabarett der Komiker. Seit Mitte des Jahrzehnts schrieb er auch Filmdrehbücher.
Pinellis Fachgebiet war die leichte Komödie, sehr häufig in Verbindung mit Schlagermusik, zu der er vielfach auch die Texte beisteuerte. Seine Liedtexte mit Melodien von Komponisten wie Peter Kreuder, Ludwig Schmidseder, Peter Igelhoff und Anton Profes waren auch in anderen Filmen zu hören, zum Beispiel in Wir machen Musik und erschienen auf Schallplatten. Seine wohl bekanntesten Titel dürften Kauf dir einen bunten Luftballon aus dem Film Der weiße Traum (1943, mit Anton Profes) und Ich hab noch einen Koffer in Berlin (mit Ralph Maria Siegel) sein. Außerdem verfasste er Bühnenstücke und Gedichte. Auch nach Ende des Nationalsozialismus belieferte er den Schlagermarkt mit Konfektionsware.
In den letzten Jahren war Pinelli Mitinhaber der Melodiefilm und als Co-Produzent an mehreren Filmen beteiligt. Bei der aufwändigen Verfilmung des Romans Onkel Toms Hütte im Jahr 1965 übernahm er die Gesamtleitung. Er verfasste auch zahlreiche Hörspiele.

## Filmografie (als Drehbuchautor)
- 1935: Das Einmaleins der Liebe
- 1936: Vier Mädel und ein Mann
- 1937: Ein Mädel vom Ballett
- 1937: Vor Liebe wird gewarnt
- 1937: Die perfekte Sekretärin
- 1937: Der Scheidungsgrund
- 1937: Die verschwundene Frau
- 1937: Florentine
- 1938: Frühlingsluft
- 1939: Das Glück wohnt nebenan
- 1940: Herzensfreud – Herzensleid
- 1940: Mein Mann darf es nicht wissen
- 1942: So ein Früchtchen
- 1942: Drei tolle Mädels
- 1946: Durchs Schlüsselloch
- 1948: Das singende Haus
- 1948: Rendezvous im Salzkammergut
- 1949: Heimliches Rendezvous
- 1950: Auf der Alm, da gibt’s koa Sünd
- 1951: Die Alm an der Grenze
- 1952: Heimweh nach Dir
- 1952: Ich hab’ mich so an Dich gewöhnt
- 1953: Südliche Nächte
- 1953: Schlagerparade (auch Herstellungsleitung)
- 1954: Der erste Kuß
- 1955: Wunschkonzert (nur Produktion)
- 1955: Schwedenmädel (Sommarflickan)
- 1957: Die große Chance (nur Vorlage)
- 1958: Wenn die Conny mit dem Peter (auch Co-Produktion)
- 1958: Madeleine und der Legionär (nur Produktion)
- 1959: Freddy, die Gitarre und das Meer (auch Co-Produktion)
- 1959: Freddy unter fremden Sternen (auch Co-Produktion)
- 1959: Melodie und Rhythmus (auch Co-Produktion)
- 1960: Schlager-Raketen (auch Co-Produktion)
- 1960: Conny und Peter machen Musik (auch Co-Produktion)
- 1960: Freddy und die Melodie der Nacht (auch Co-Produktion)
- 1961: Eine hübscher als die andere (auch Co-Produktion)
- 1961: Nur der Wind (nur Co-Produktion)
- 1962: Ihr schönster Tag (nur Produktion)
- 1965: Onkel Toms Hütte (nur Produktion)
- 1965: Der Kongreß amüsiert sich (auch Produktion)
- 1967: Zärtliche Haie (Tendres requins) (nur Produktion)